# إدوارد إتش هويل
إدوارد إتش هويل (بالإنجليزية: Edward H. Howell)‏ هو محامي وقاضي أمريكي، ولد في 1915 في بورتلاند في الولايات المتحدة، وتوفي في 29 مارس 1994 في سايلم في الولايات المتحدة بسبب سرطان.